# Medîcine, Vasîlkivka
Medîcine (în ucraineană Медичне) este un sat în comuna Mîkolaiivka din raionul Vasîlkivka, regiunea Dnipropetrovsk, Ucraina.

## Demografie
Componența lingvistică a localității Medîcine
     Ucraineană (98,74%)
     Alte limbi (0,7%)
Conform recensământului din 2001, majoritatea populației localității Medîcine era vorbitoare de ucraineană (98,74%), existând în minoritate și vorbitori de alte limbi.